# موسسه پژوهشی جنگل‌های خشک
مؤسسه پژوهشی جنگل‌های خشک (به انگلیسی: Arid Forest Research Institute (ICFRE-AFRI))، یک موسسه پژوهشی واقع در جودپور، راجستان، هند است. این موسسه پژوهش‌های علمی دربارهٔ جنگلداری به منظور ارائه فناوری‌هایی برای افزایش پوشش گیاهی و حفظ تنوع زیستی در مناطق گرم خشک و نیمه‌خشک راجستان و گجرات انجام می‌دهد. این سازمان تحت شورای تحقیقات و آموزش جنگلداری هند (ICFRE) وزارت محیط زیست و جنگل‌ها و دولت هند فعالیت می‌کند.

### بخش‌ها
- بخش بوم‌شناسی جنگل

1. بخش ژنتیک جنگل و اصلاح نژاد درختان

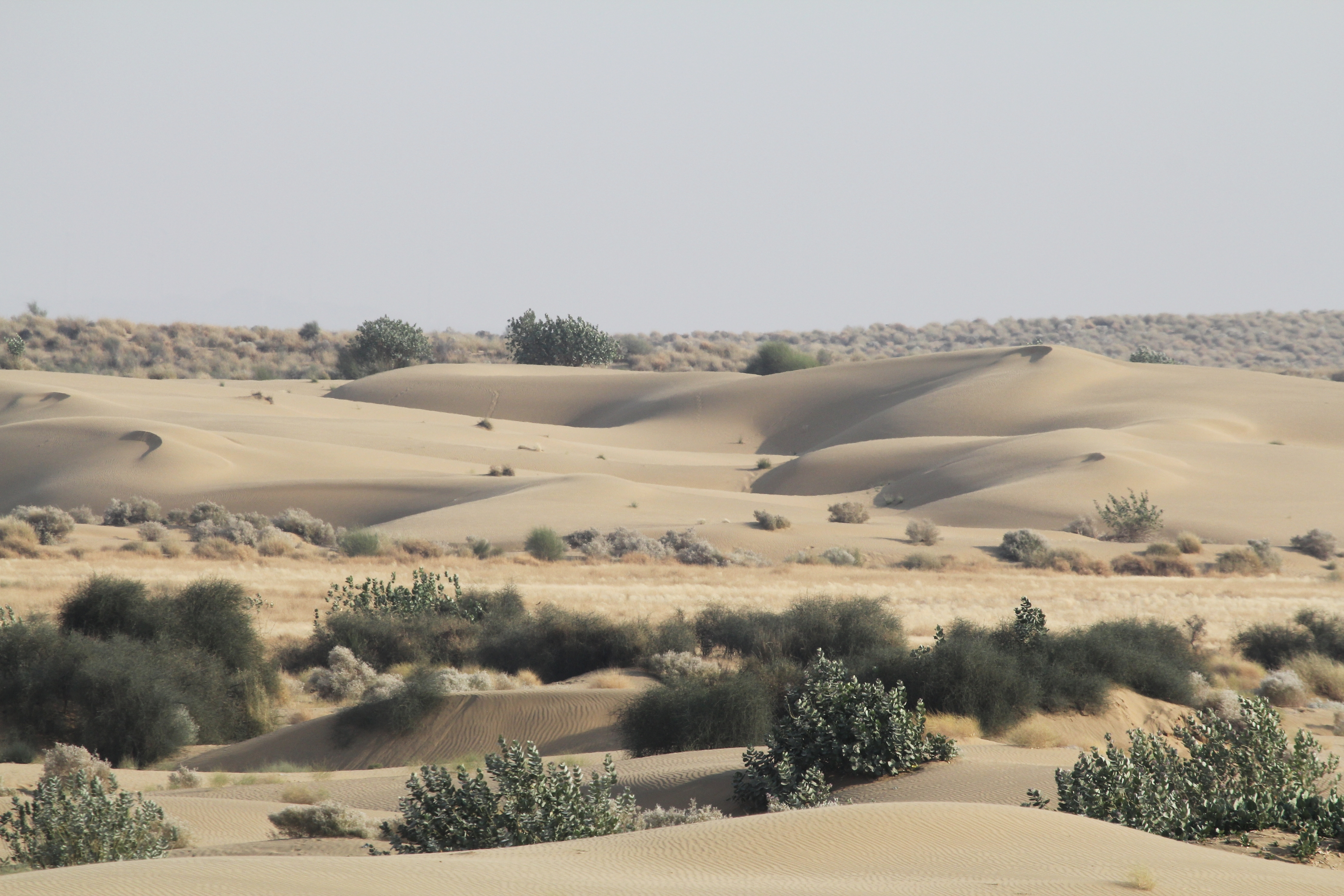
تپه شنی در راجستان

2. بخش حفاظت جنگل
3. بخش جنگل‌ورزی
4. بخش دارکشت‌ورزی و گسترش جنگل‌داری